# 17e étape du Tour de France 2013
Pour un article plus général, voir Tour de France 2013.
La 17e étape du Tour de France 2013 s'est déroulée le mercredi 17 juillet 2013. Elle part d'Embrun et arrive à Chorges.

## Parcours
Ce dernier contre-la-montre du Tour 2013 relie Embrun à Chorges, sur un parcours de 32 km, passant par la côte de Puy-Sanières et celle de Réallon, toutes deux de 2e catégorie. Il s'agit d'une épreuve individuelle.

## Déroulement de la course
Christopher Froome remporte le contre-montre. Alberto Contador est deuxième pour 9 secondes.

## Résultats

### Classement de l'étape
| Classement de la 17e étape | Classement de la 17e étape | Classement de la 17e étape | Classement de la 17e étape | Classement de la 17e étape |
|                            | Coureur                    | Pays                       | Équipe                     | Temps                      |
| -------------------------- | -------------------------- | -------------------------- | -------------------------- | -------------------------- |
| 1er                        | Christopher Froome         | Royaume-Uni                | Sky                        | en 51 min 33 s             |
| 2e                         | Alberto Contador           | Espagne                    | Saxo-Tinkoff               | + 9 s                      |
| 3e                         | Joaquim Rodríguez          | Espagne                    | Katusha                    | + 10 s                     |
| 4e                         | Roman Kreuziger            | Tchéquie                   | Saxo-Tinkoff               | + 23 s                     |
| 5e                         | Alejandro Valverde         | Espagne                    | Movistar                   | + 30 s                     |
| 6e                         | Nairo Quintana             | Colombie                   | Movistar                   | + 1 min 11 s               |
| 7e                         | Michał Kwiatkowski         | Pologne                    | Omega Pharma-Quick Step    | + 1 min 33 s               |
| 8e                         | Jakob Fuglsang             | Danemark                   | Astana                     | + 1 min 34 s               |
| 9e                         | Andrew Talansky            | États-Unis                 | Garmin-Sharp               | + 1 min 41 s               |
| 10e                        | Tejay van Garderen         | États-Unis                 | BMC Racing                 | + 1 min 51 s               |
| modifier                   |                            |                            |                            |                            |

### Classements intermédiaires
| Classement à la côte de Puy-Sanières (km 6,5) | Classement à la côte de Puy-Sanières (km 6,5) | Classement à la côte de Puy-Sanières (km 6,5) | Classement à la côte de Puy-Sanières (km 6,5) | Classement à la côte de Puy-Sanières (km 6,5) | Classement à la côte de Puy-Sanières (km 6,5) |
|                                               | Coureur                                       | Pays                                          | Équipe                                        |                                               | Temps                                         |
| --------------------------------------------- | --------------------------------------------- | --------------------------------------------- | --------------------------------------------- | --------------------------------------------- | --------------------------------------------- |
| 1er                                           | Alberto Contador                              | Espagne                                       | Saxo-Tinkoff                                  | en                                            | 14 min 40 s                                   |
| 2e                                            | Christopher Froome                            | Grande-Bretagne                               | Sky                                           | +                                             | 2 s                                           |
| 3e                                            | Joaquim Rodríguez                             | Espagne                                       | Katusha                                       |                                               | 17 s                                          |
| 4e                                            | Alejandro Valverde                            | Espagne                                       | Movistar                                      |                                               | 20 s                                          |
| 5e                                            | Roman Kreuziger                               | Tchéquie                                      | Saxo-Tinkoff                                  |                                               | 20 s                                          |
| 6e                                            | Thomas De Gendt                               | Belgique                                      | Vacansoleil-DCM                               |                                               | 36 s                                          |
| 7e                                            | Andrew Talansky                               | États-Unis                                    | Garmin-Sharp                                  |                                               | 38 s                                          |
| 8e                                            | Michał Kwiatkowski                            | Pologne                                       | Omega Pharma-Quick Step                       |                                               | 41 s                                          |
| 9e                                            | Arnold Jeannesson                             | France                                        | FDJ.fr                                        |                                               | 46 s                                          |
| 10e                                           | Ion Izagirre                                  | Espagne                                       | Euskaltel Euskadi                             |                                               | 48 s                                          |
| modifier                                      |                                               |                                               |                                               |                                               |                                               |

| Classement à la côte de Réallon (km 20) | Classement à la côte de Réallon (km 20) | Classement à la côte de Réallon (km 20) | Classement à la côte de Réallon (km 20) | Classement à la côte de Réallon (km 20) | Classement à la côte de Réallon (km 20) |
|                                         | Coureur                                 | Pays                                    | Équipe                                  |                                         | Temps                                   |
| --------------------------------------- | --------------------------------------- | --------------------------------------- | --------------------------------------- | --------------------------------------- | --------------------------------------- |
| 1er                                     | Alberto Contador                        | Espagne                                 | Saxo-Tinkoff                            | en                                      | 38 min 24 s                             |
| 2e                                      | Joaquim Rodríguez                       | Espagne                                 | Katusha                                 | +                                       | 6 s                                     |
| 3e                                      | Roman Kreuziger                         | Tchéquie                                | Saxo-Tinkoff                            |                                         | 9 s                                     |
| 4e                                      | Christopher Froome                      | Grande-Bretagne                         | Sky                                     |                                         | 11 s                                    |
| 5e                                      | Alejandro Valverde                      | Espagne                                 | Movistar                                |                                         | 24 s                                    |
| 6e                                      | Nairo Quintana                          | Colombie                                | Movistar                                |                                         | 43 s                                    |
| 7e                                      | Tejay van Garderen                      | États-Unis                              | BMC Racing                              |                                         | 1 min 23 s                              |
| 8e                                      | Jakob Fuglsang                          | Danemark                                | Astana                                  |                                         | 1 min 24 s                              |
| 9e                                      | Michał Kwiatkowski                      | Pologne                                 | Omega Pharma-Quick Step                 |                                         | 1 min 25 s                              |
| 10e                                     | Ion Izagirre                            | Espagne                                 | Euskaltel Euskadi                       |                                         | 1 min 31 s                              |
| modifier                                |                                         |                                         |                                         |                                         |                                         |

### Points attribués
| Classement de l'étape | Classement de l'étape | Classement de l'étape | Classement de l'étape   | Classement de l'étape |
| --------------------- | --------------------- | --------------------- | ----------------------- | --------------------- |
|                       | Coureur               | Pays                  | Équipe                  | Point(s)              |
| 1er                   | Christopher Froome    | Royaume-Uni           | Sky                     | 20                    |
| 2e                    | Alberto Contador      | Espagne               | Saxo-Tinkoff            | 17                    |
| 3e                    | Joaquim Rodríguez     | Espagne               | Katusha                 | 15                    |
| 4e                    | Roman Kreuziger       | Tchéquie              | Saxo-Tinkoff            | 13                    |
| 5e                    | Alejandro Valverde    | Espagne               | Movistar                | 11                    |
| 6e                    | Nairo Quintana        | Colombie              | Movistar                | 10                    |
| 7e                    | Michał Kwiatkowski    | Pologne               | Omega Pharma-Quick Step | 9                     |
| 8e                    | Jakob Fuglsang        | Danemark              | Astana                  | 8                     |
| 9e                    | Andrew Talansky       | États-Unis            | Garmin-Sharp            | 7                     |
| 10e                   | Tejay van Garderen    | États-Unis            | BMC Racing              | 6                     |
| 11e                   | Bauke Mollema         | Pays-Bas              | Belkin                  | 5                     |
| 12e                   | Maxime Monfort        | Belgique              | RadioShack-Leopard      | 4                     |
| 13e                   | Michael Rogers        | Australie             | Saxo-Tinkoff            | 3                     |
| 14e                   | Ion Izagirre          | Espagne               | Euskaltel Euskadi       | 2                     |
| 15e                   | Andy Schleck          | Luxembourg            | RadioShack-Leopard      | 1                     |
| modifier              |                       |                       |                         |                       |

### Cols et côtes
| Côte de Puy-Sanières (km 6,5) 2e catégorie | Côte de Puy-Sanières (km 6,5) 2e catégorie | Côte de Puy-Sanières (km 6,5) 2e catégorie | Côte de Puy-Sanières (km 6,5) 2e catégorie | Côte de Puy-Sanières (km 6,5) 2e catégorie |
| ------------------------------------------ | ------------------------------------------ | ------------------------------------------ | ------------------------------------------ | ------------------------------------------ |
|                                            | Coureur                                    | Pays                                       | Équipe                                     | Point(s)                                   |
| 1er                                        | Alberto Contador                           | Espagne                                    | Saxo-Tinkoff                               | 5                                          |
| 2e                                         | Christopher Froome                         | Royaume-Uni                                | Sky                                        | 3                                          |
| 3e                                         | Joaquim Rodríguez                          | Espagne                                    | Katusha                                    | 2                                          |
| 4e                                         | Alejandro Valverde                         | Espagne                                    | Movistar                                   | 1                                          |
| modifier                                   |                                            |                                            |                                            |                                            |

| Côte de Réallon (km 20) 2e catégorie | Côte de Réallon (km 20) 2e catégorie | Côte de Réallon (km 20) 2e catégorie | Côte de Réallon (km 20) 2e catégorie | Côte de Réallon (km 20) 2e catégorie |
| ------------------------------------ | ------------------------------------ | ------------------------------------ | ------------------------------------ | ------------------------------------ |
|                                      | Coureur                              | Pays                                 | Équipe                               | Point(s)                             |
| 1er                                  | Joaquim Rodríguez                    | Espagne                              | Katusha                              | 5                                    |
| 2e                                   | Nairo Quintana                       | Colombie                             | Movistar                             | 3                                    |
| 3e                                   | Christopher Froome                   | Royaume-Uni                          | Sky                                  | 2                                    |
| 4e                                   | Alejandro Valverde                   | Espagne                              | Movistar                             | 1                                    |
| modifier                             |                                      |                                      |                                      |                                      |

## Classements à l'issue de l'étape

### Classement général
| Classement général | Classement général | Classement général | Classement général      | Classement général |
|                    | Coureur            | Pays               | Équipe                  | Temps              |
| ------------------ | ------------------ | ------------------ | ----------------------- | ------------------ |
| 1er                | Christopher Froome | Royaume-Uni        | Sky                     | en 65 h 7 min 9 s  |
| 2e                 | Alberto Contador   | Espagne            | Saxo-Tinkoff            | + 4 min 34 s       |
| 3e                 | Roman Kreuziger    | Tchéquie           | Saxo-Tinkoff            | + 4 min 51 s       |
| 4e                 | Bauke Mollema      | Pays-Bas           | Belkin                  | + 6 min 23 s       |
| 5e                 | Nairo Quintana     | Colombie           | Movistar                | + 6 min 28 s       |
| 6e                 | Joaquim Rodríguez  | Espagne            | Katusha                 | + 7 min 21 s       |
| 7e                 | Laurens ten Dam    | Pays-Bas           | Belkin                  | + 8 min 23 s       |
| 8e                 | Jakob Fuglsang     | Danemark           | Astana                  | + 8 min 56 s       |
| 9e                 | Michał Kwiatkowski | Pologne            | Omega Pharma-Quick Step | + 11 min 10 s      |
| 10e                | Daniel Martin      | Irlande            | Garmin-Sharp            | + 12 min 50 s      |
| modifier           |                    |                    |                         |                    |

### Classement par points
| Classement par points | Classement par points | Classement par points | Classement par points   | Classement par points |
| --------------------- | --------------------- | --------------------- | ----------------------- | --------------------- |
|                       | Coureur               | Pays                  | Équipe                  | Point(s)              |
| 1er                   | Peter Sagan           | Slovaquie             | Cannondale              | 377 points            |
| 2e                    | Mark Cavendish        | Royaume-Uni           | Omega Pharma-Quick Step | 278 pts               |
| 3e                    | André Greipel         | Allemagne             | Lotto-Belisol           | 223 pts               |
| modifier              |                       |                       |                         |                       |

### Classement du meilleur grimpeur
| Classement du meilleur grimpeur | Classement du meilleur grimpeur | Classement du meilleur grimpeur | Classement du meilleur grimpeur | Classement du meilleur grimpeur |
| ------------------------------- | ------------------------------- | ------------------------------- | ------------------------------- | ------------------------------- |
|                                 | Coureur                         | Pays                            | Équipe                          | Point(s)                        |
| 1er                             | Christopher Froome              | Royaume-Uni                     | Sky                             | 88 points                       |
| 2e                              | Nairo Quintana                  | Colombie                        | Movistar                        | 69 pts                          |
| 3e                              | Mikel Nieve                     | Espagne                         | Euskaltel Euskadi               | 53 pts                          |
| modifier                        |                                 |                                 |                                 |                                 |

### Classement du meilleur jeune
| Classement général du meilleur jeune | Classement général du meilleur jeune | Classement général du meilleur jeune | Classement général du meilleur jeune | Classement général du meilleur jeune |
|                                      | Coureur                              | Pays                                 | Équipe                               | Temps                                |
| ------------------------------------ | ------------------------------------ | ------------------------------------ | ------------------------------------ | ------------------------------------ |
| 1er                                  | Nairo Quintana                       | Colombie                             | Movistar                             | en 66 h 14 min 7 s                   |
| 2e                                   | Michał Kwiatkowski                   | Pologne                              | Omega Pharma-Quick Step              | + 4 min 12 s                         |
| 3e                                   | Andrew Talansky                      | États-Unis                           | Garmin-Sharp                         | + 8 min 15 s                         |
| modifier                             |                                      |                                      |                                      |                                      |

### Classement par équipes
| Classement par équipes | Classement par équipes | Classement par équipes | Classement par équipes |
|                        | Équipe                 | Pays                   | Temps                  |
| ---------------------- | ---------------------- | ---------------------- | ---------------------- |
| 1re                    | Saxo-Tinkoff           | Danemark               | en 197 h 41 min 19 s   |
| 2e                     | RadioShack-Leopard     | Luxembourg             | + 1 min 22 s           |
| 3e                     | AG2R La Mondiale       | France                 | + 8 min 14 s           |
| modifier               |                        |                        |                        |

## Abandons
- Gorka Izagirre (Euskaltel Euskadi) : non-partant
- Jean-Christophe Péraud (AG2R La Mondiale) : abandon[2]